# داريل هاني
داريل هاني (بالإنجليزية: Daryl Haney)‏ (21 يونيو 1963، شارلوتسفيل في الولايات المتحدة)؛ كاتب سيناريو، ممثل وروائي أمريكي.

## روابط خارجية
- داريل هاني على موقع IMDb (الإنجليزية)
- داريل هاني على موقع ألو سيني (الفرنسية)
- داريل هاني على موقع أول موفي (الإنجليزية)
- داريل هاني على موقع قاعدة بيانات الفيلم (الإنجليزية)
- داريل هاني على موقع كينوبويسك (الروسية)